# Вук Бошковић
Вук Бошковић (Београд, 1989) српски је драмски писац, драматург и универзитетски предавач.

## Биографија
Одрастао у Лазаревцу. Дипломирао и мастерирао драматургију на ФДУ. Радио на двоцифреном броју позоришних представа као аутор и драматург.
Добитник је награде „Слободан Селенић" за најбољи дипломски драмски текст „Хич (ни)је велики".
Ради као доцент на Факултету драмских уметности и као копирајтер у београдској адвертајзинг агенцији. Писао је и уређивао српски VICE.
Живи и ради у Београду.

## Дела
- „Ново доба“ (2017)[1]
- „Остаци“ (2016)[1]
- „Вертер: или имаш наде или наде немаш“ (2015)[1]
- „Глад“ (2013)[1]
- „Хинкеман: шта мора нека буде“ (2013)[1]
- „Дан када ја више није било ја“, драматург (2021)[1]